# Eparchia Sainte-Croix-de-Paris
Eparchia Sainte-Croix-de-Paris – eparchia Kościoła katolickiego obrządku ormiańskiego z siedzibą w Paryżu, obejmująca swoim zasięgiem całą Francję i znaczną część zachodniej Europy. Powstała w 1960 jako egzarchat apostolski Francji, wiernych obrządku wschodniego (ormiańskiego). W 1986 papież Jan Paweł II podniósł egzarchat do rangi eparchii i nadał jej obecną nazwę, oznaczającą "eparchia Świętego Krzyża z Paryża".

## Ordynariusze
- Garabed Amadouni (1960 – 1971)
- Krikor Ghabroyan ICPB (1977 – 2013), następnie Patriarcha Kościoła katolickiego obrządku ormiańskiego
- Jean Teyrouz ICPB (2013 – 2018)
- Elie Yéghiayan ICPB (od 2018)